# Jean-Claude Mochet
Jean-Claude Mochet (pron. fr. AFI: [ʒɑ̃‿klod mɔʃɛ]) (Aosta, 1600? – Aosta, 1660?) è stato un storiografo italiano del Ducato di Savoia.
È considerato il padre della storiografia valdostana.

## Biografia
Scrittore barocco, numismatico, epigrafista, araldista e genealogista, fu il primo a descrivere con precisione la storia della Valle d'Aosta.
Ha inaugurato una lunga e gloriosa tradizione di erudizione locale da cui discendono soprattutto Jean-Baptiste de Tillier, Jean-Jacques Christillin, Jean-Antoine Gal e molti altri.

## Opere
- Profil historial et diagraphique de la très antique cité d'Aouste, Aoste (Archives historiques régionales), 1968.